# Плейнв'ю (Каліфорнія)
Плейнв'ю (англ. Plainview) — переписна місцевість (CDP) в США, в окрузі Туларе штату Каліфорнія. Населення — 846 осіб (2020).

## Географія
Плейнв'ю розташований за координатами 36°8′32″ пн. ш. 119°8′15″ зх. д. / 36.14222° пн. ш. 119.13750° зх. д. (36.142242, -119.137434).  За даними Бюро перепису населення США в 2010 році переписна місцевість мала площу 0,80 км², уся площа — суходіл.

## Демографія
Згідно з переписом 2010 року, у переписній місцевості мешкало 945 осіб у 209 домогосподарствах у складі 189 родин. Густота населення становила 1180 осіб/км².  Було 224 помешкання (280/км²).
Расовий склад населення:
| - 37,9 % — білих - 2,1 % — корінних американців - 0,8 % — чорних або афроамериканців - 0,2 % — азіатів - 54,7 % — осіб інших рас |

До двох чи більше рас належало 4,2 %. Частка іспаномовних становила 91,5 % від усіх жителів.
За віковим діапазоном населення розподілялося таким чином: 41,7 % — особи молодші 18 років, 52,1 % — особи у віці 18—64 років, 6,2 % — особи у віці 65 років та старші. Медіана віку мешканця становила 23,1 року. На 100 осіб жіночої статі у переписній місцевості припадало 104,5 чоловіків;  на 100 жінок у віці від 18 років та старших — 107,9 чоловіків також старших 18 років.
Середній дохід на одне домашнє господарство  становив 27 517 доларів США (медіана — 25 568), а середній дохід на одну сім'ю — 26 504 долари (медіана — 24 167). Медіана доходів становила 32 813 долари для чоловіків та 22 083 долари для жінок. За межею бідності перебувало 66,8 % осіб, у тому числі 73,8 % дітей у віці до 18 років та 24,6 % осіб у віці 65 років та старших.
Цивільне працевлаштоване населення становило 242 особи. Основні галузі зайнятості: сільське господарство, лісництво, риболовля — 65,3 %, освіта, охорона здоров'я та соціальна допомога — 9,1 %, роздрібна торгівля — 8,3 %.